# The Henderson

3/F 大堂

The Henderson落客處

The Henderson，位於香港中環美利道2號，樓高36層，由恒基兆業發展，建築設計由國際知名的札哈·哈蒂建築事務所（Zaha Hadid Architects）和呂元祥建築師事務所負責，協興建築承建，原址為已拆卸的美利道停車場。大廈於2023年落成，2024年一月份交吉，首批租戶在2024年6月正式入伙。

## 歷史
2017年，政府為項目進行招標，項目最多可建46.5萬方呎樓面，並規定中標發展商需興建一個公眾停車場，提供102個私家車位及69個電單車位。同年5月中，恒基兆業地產以232.8億元投得中環美利道停車場商業用地，當時每呎樓面地價高達50,064元，呎價和總成交額創下當年官地新高，當時預料總投資額逾260億元。2018年3月，屋宇署批出此重建項目的圖則，同年5月透露由「建築女王」Zaha Hadid負責設計。
2020年3月，恒基兆業地產聯席主席李家傑及李家誠兩兄弟接受《福布斯》訪問，首次公開項目重建的效果圖，預計2023年落成。到2021年7月17日，恒基兆業地產將商廈命名為The Henderson，希望將項目打造為國際矚目的「地標中的地標」。
2022年5月，中環旗艦商業項目The Henderson推出業界首個由業主、租戶及其員工共同參與的ESG合作夥伴計劃，旨在透過三方攜手合作，共同實現以數據為本的可持續發展目標。
恒基地產在物業智能及創新科技發展方面一直領先業界，更積極在可持續發展方面尋求突破，推動大眾改變生活習慣，構建可持續未來。今次推出的ESG合作夥伴計劃主要可分為兩個部分：一方面透過獎賞計劃，鼓勵租戶及其員工實踐對環境、社會和管治（ESG）友好行為；另一方面則透過新一代大數據智慧管理平台收集數據，讓參與的租戶能夠有效地追蹤、評估和量化其ESG表現，協助租戶準備ESG報告，把握發展機遇。
2022年11月，The Henderson榮獲 WiredScore 及 SmartScore 「雙鉑金」智能設計認證，充分展現項目在數碼通訊和物業智能技術上的卓越成就。The Henderson是香港首批獲得雙重認證的商業項目，印證集團在提供一流數碼網絡和邁向智能建築指標的努力。項目不論在設計還是配備上皆以「為租戶在核心商業樞紐提供最佳的工作環境」為目標。The Henderson現與世界各地著名地標並駕齊驅，倫敦的碎片大廈（The Shard）和紐約的帝國大廈（the Empire State Building）等地標式建築，也獲得了同樣的鉑金認證，足見集團成功推動可持續發展及創新，引領國際標準。在榮獲 WiredScore 和 SmartScore 鉑金級認證之前，The Henderson 已贏得眾多獎項與榮譽，包括環保建築大獎 2021 新建建築類別（興建及/或設計中項目—商業）大獎、WELL 健康建築標準認證及領先能源與環境設計（LEED）的鉑金級前期認證。
2023年9月，瑞士高級製錶品牌愛彼（Audemars Piguet）承租集團中環旗艦商業項目The Henderson，是繼佳士得（Christie’s）和凱雷（Carlyle）後，再多一個國際品牌進駐The Henderson。連同以上兩項最新承租，The Henderson可出租樓層的出租率已近五成。
2024年6月，首批租客進駐香港全新地標、中環超甲級商業項目The Henderson，同時宣布進一步將扎哈・哈迪德建築事務所（Zaha Hadid Architects）的設計概念由大廈延伸至室外公共空間，打造全亞洲首個扎哈・哈迪德雕塑公園。
The Henderson為全港首個由扎哈・哈迪德建築事務所（Zaha Hadid Architects）設計的商業項目，團隊將其流線型設計特色進一步延伸至大廈外的琳寶徑休憩花園，打造全亞洲首個扎哈・哈迪德雕塑公園。項目現正進行工程，落成後將引入藝術裝置，提供獨特的休憩綠化空間。

The Henderson糅合藝術、創新及可持續發展元素，旨在為租戶帶來尊尚的智能辦公室體驗。大廈三樓辦公大堂引入知名當代藝術家傑夫．昆斯（Jeff Koons）的《氣球天鵝(紅色)》藝術作品，是首次於亞洲展出的氣球天鵝，進一步將藝術建築美學延伸至室內。而位於39樓頂層宴會廳 Cloud39為全港最高的全玻璃天幕宴會廳，已於2024年下半年開始提供尊貴服務。

## 設計
商廈由已故建築女王Zaha Hadid的事務所設計，大廈外形採用弧形曲線設計，並以洋紫荊含苞待放的形態作為設計靈感，形容為“被捆綁起來的金屬氣球”，建築成本高達4億美元（約31.2億港元）。大廈22樓設有緩跑徑的空中花園，但不對外開放。而The Henderson頂樓（39樓）更設玻璃天幕大型宴會廳Cloud39，該宴會廳已於2024年下半年正式投入服務，可供舉辦各式公司活動、大型宴會、慶祝派對及婚宴。

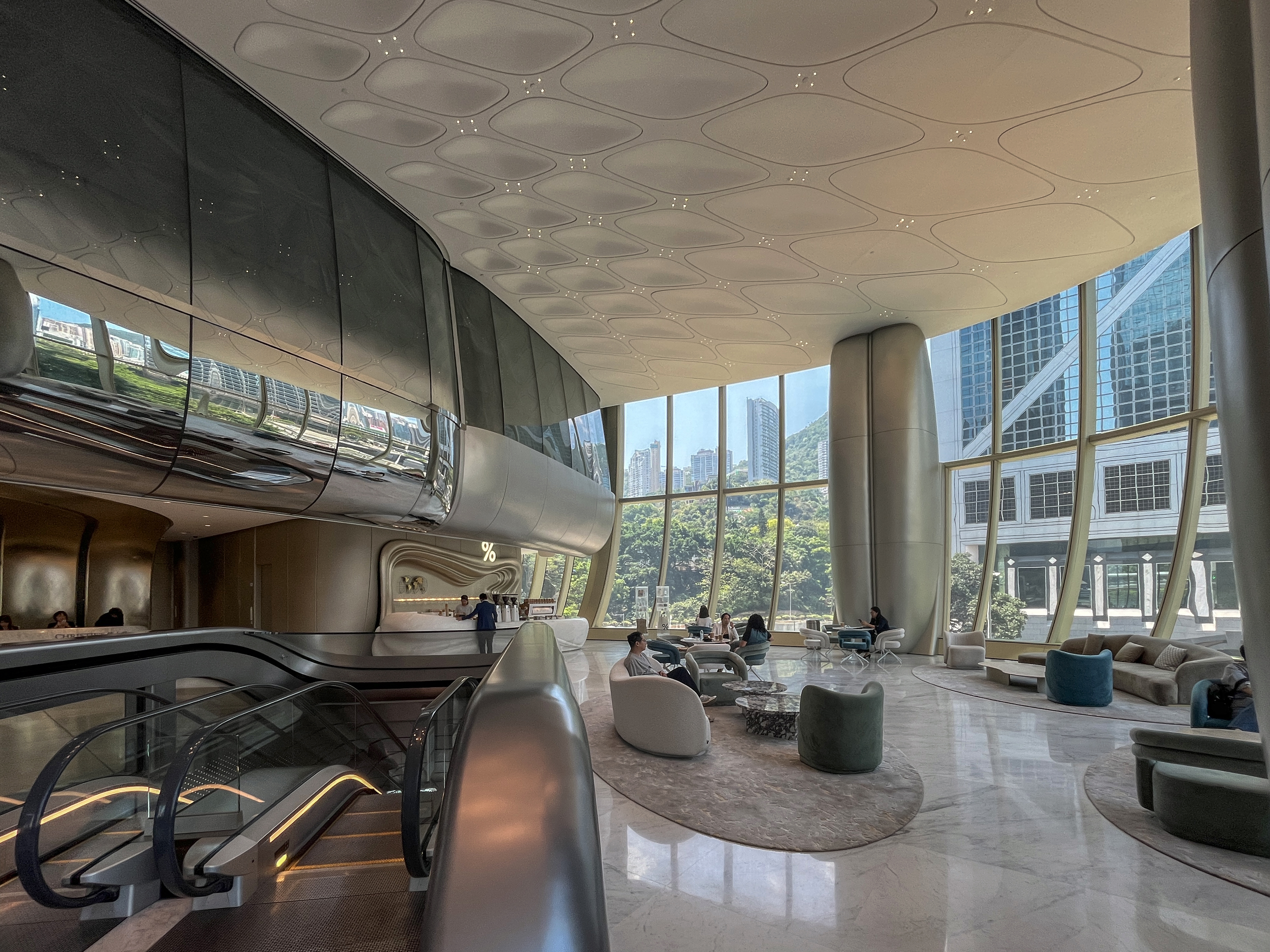
大堂Arabica咖啡
6/F Christie's Hong Kong
8/F Christie's Hong Kong

## 租戶
至今已有6個租戶落實租用，包括國際投資公司凱雷集團（Carlyle Group）及旗下的附屬公司：阿爾卑斯投資合夥有限公司（AlpInvestPartners Limited），租用約2萬平方呎樓面。加拿大退休金計劃投資委員會（CPPIB）亦將租用2層，合共約2.8萬方呎。而拍賣行佳士得（Christie's）在2021年7月表示租用其中4層作為將亞太區總部，同時設立拍賣中心和藝廊。
英國私募基金Coller Capital，承租4,500呎樓面面積（不足一層）。

以亞洲為總部的對沖基金Pamalican Asset Management，承租3,500呎樓面面積。
中國汽車製造商華晨汽車集團，以月租近79.2萬元租用約6,600平方呎的樓面面積。
瑞士高級鐘錶品牌愛彼，以月租144萬元，承租12,000呎樓面面積。部份租用空間會撥作AP House。

中國醫療事業集團金衛醫療集團，以月租近96萬元承租8,000呎樓面面積。
以下為The Henderson部分租戶及用戶樓層分佈：
- 39樓：Cloud 39宴會廳
- 32樓：凱雷集團（Carlyle Group）
- 31樓：阿爾卑斯投資合夥有限公司（AlpInvestPartners Limited）（3101室）
- 27樓-30樓：美國對沖基金Point72 Asset Management（英语：Point72 Asset Management），合共約5.5萬平方呎
- 26樓：Pamalican Asset Management Limited（2603室）
- 25樓：愛彼（香港）有限公司（Audemars Piguet（Hong Kong）Limited）及AP House
- 16樓：Coller Capital Limited
- 15樓：金衛醫療集團（1502-1503室）
- 6樓-9樓：佳士得，佔地5萬平方呎

## 外部連結
- The Henderson （页面存档备份，存于）